# 15e regering van Israël
De 15e regering (ook bekend als het kabinet–Meïr II) was de uitvoerende macht van de Staat Israël van 15 december 1969 tot 10 maart 1974. Premier Golda Meïr (Arbeidspartij) stond aan het hoofd van een coalitie van de Arbeidspartij, Mapam, Gahal, de Nationaal-Religieuze Partij en de Onafhankelijke Liberalen.

## Ambtsbekleders
| Ambtsbekleder                     | Ambtsbekleder           | Ambtsbekleder                                        | Functie                                          | Ambtstermijn      | Ambtstermijn     | Partij                       |
| --------------------------------- | ----------------------- | ---------------------------------------------------- | ------------------------------------------------ | ----------------- | ---------------- | ---------------------------- |
|                                   | Golda Meïr              | Golda Meïr גּוֹלְדָּה מֵאִיר (1898–1978)                    | Premier                                          | 17 maart 1969     | 3 juni 1974      | Arbeidspartij                |
|                                   | Yigal Allon             | Rav Aluf Yigal Allon יִגְאָל אַלּוֹן (1918–1980)           | Vicepremier                                      | 1 juli 1968       | 21 juni 1977     | Arbeidspartij                |
| Minister van Onderwijs en Cultuur | Yigal Allon             | Rav Aluf Yigal Allon יִגְאָל אַלּוֹן (1918–1980)           | 15 december 1969                                 | 3 juni 1974       |                  | Arbeidspartij                |
|                                   | Moshe Dayan             | Rav Aluf Moshe Dayan משה דיין (1915–1981)            | Minister van Defensie                            | 5 juni 1967       | 3 juni 1974      | Arbeidspartij                |
|                                   | Abba Eban               | Abba Eban אבא אבן (1915–2002)                        | Minister van Buitenlandse Zaken                  | 12 januari 1966   | 3 juni 1974      | Arbeidspartij                |
|                                   | Chaim-Moshe Shapira     | Chaim-Moshe Shapira חיים משה שפירא (1902–1970)       | Minister van Binnenlandse Zaken                  | 17 december 1959  | 15 juli 1970     | Nationaal- Religieuze Partij |
|                                   | Golda Meïr              | Golda Meïr גולדה מאיר (1898–1978)                    | Minister van Binnenlandse Zaken                  | 15 juli 1970      | 1 september 1970 | Arbeidspartij                |
|                                   | Yosef Burg              | Yosef Burg יוסף בורג (1909–1999)                     | Minister van Binnenlandse Zaken                  | 1 september 1970  | 3 juni 1974      | Nationaal- Religieuze Partij |
|                                   | Pinchas Sapir           | Pinchas Sapir פנחס ספיר (1906–1975)                  | Minister van Financiën                           | 15 december 1969  | 3 juni 1974      | Arbeidspartij                |
|                                   | Yaakov Shimshon Shapira | Yaakov Shimshon Shapira יעקב שמשון שפירא (1902–1993) | Minister van Justitie                            | 12 januari 1966   | 12 juni 1972     | Arbeidspartij                |
|                                   |                         |                                                      | Minister van Justitie                            | Vacant            |                  |                              |
|                                   | Yaakov Shimshon Shapira | Yaakov Shimshon Shapira יעקב שמשון שפירא (1902–1993) | Minister van Justitie                            | 12 september 1972 | 1 november 1973  | Arbeidspartij                |
|                                   |                         |                                                      | Minister van Justitie                            | Vacant            |                  |                              |
|                                   | Josef Sapir             | Josef Sapir יוסף ספיר (1902–1972)                    | Minister van Economie                            | 15 december 1969  | 5 augustus 1970  | Gahal                        |
|                                   |                         |                                                      | Minister van Economie                            | Vacant            |                  |                              |
|                                   | Pinchas Sapir           | Pinchas Sapir פנחס ספיר (1906–1975)                  | Minister van Economie                            | 1 september 1970  | 5 maart 1972     | Arbeidspartij                |
|                                   | Chaim Bar-Lev           | Rav Aluf Chaim Bar-Lev חיים בר-לב (1924–1994)        | Minister van Economie                            | 5 maart 1972      | 21 juni 1977     | Arbeidspartij                |
|                                   | Chaim Gvati             | Chaim Gvati חיים גבתי (1901–1990)                    | Minister van Volksgezondheid                     | 15 december 1969  | 1 september 1970 | Arbeidspartij                |
|                                   | Victor Shem-Tov         | Victor Shem-Tov ויקטור שם-טוב (1915–2014)            | Minister van Volksgezondheid                     | 1 september 1970  | 21 juni 1977     | Mapam                        |
|                                   | Josef Almogi            | Josef Almogi יוסף אלמוגי (1910–1991)                 | Minister van Arbeid                              | 8 juli 1968       | 10 maart 1974    | Arbeidspartij                |
|                                   | Yosef Burg              | Yosef Burg יוסף בורג (1909–1999)                     | Minister van Sociale Zaken en Welzijn            | 17 december 1959  | 1 september 1970 | Nationaal- Religieuze Partij |
|                                   | Michael Hazani          | Michael Hazani מיכאל חזני (1913–1975)                | Minister van Sociale Zaken en Welzijn            | 1 september 1970  | 4 april 1974     | Nationaal- Religieuze Partij |
|                                   | Ezer Weizman            | Aluf Ezer Weizman עזר ויצמן (1924–2005)              | Minister van Vervoer                             | 15 december 1969  | 5 augustus 1970  | Onafhankelijk                |
|                                   |                         |                                                      | Minister van Vervoer                             | Vacant            |                  |                              |
|                                   | Shimon Peres            | Shimon Peres שִׁמְעוֹן פֶּרֶס (1923–2016)                   | Minister van Vervoer                             | 1 september 1970  | 10 maart 1974    | Arbeidspartij                |
| Minister van Communicatie         | Shimon Peres            | Shimon Peres שִׁמְעוֹן פֶּרֶס (1923–2016)                   | 5 september 1970                                 |                   | 10 maart 1974    | Arbeidspartij                |
|                                   | Chaim Gvati             | Chaim Gvati חיים גבתי (1901–1990)                    | Minister van Landbouw                            | 10 november 1964  | 3 juni 1974      | Arbeidspartij                |
|                                   | Zeev Sherf              | Zeev Sherf זאב שרף (1904–1984)                       | Minister van Huisvesting                         | 15 december 1969  | 10 maart 1974    | Arbeidspartij                |
|                                   | Chaim Landau            | Chaim Landau חיים לנדאו (1916–1981)                  | Minister van Ontwikkelingen                      | 15 december 1969  | 5 augustus 1970  | Gahal                        |
|                                   |                         |                                                      | Minister van Ontwikkelingen                      | Vacant            |                  |                              |
|                                   | Chaim Gvati             | Chaim Gvati חיים גבתי (1901–1990)                    | Minister van Ontwikkelingen                      | 1 september 1970  | 10 maart 1974    | Arbeidspartij                |
|                                   | Shlomo Hillel           | Shlomo Hillel שלמה הלל (1923)                        | Minister van Openbare Veiligheid                 | 15 december 1969  | 21 juni 1977     | Arbeidspartij                |
|                                   | Shimon Peres            | Shimon Peres שִׁמְעוֹן פֶּרֶס (1923–2016)                   | Minister van Immigratie                          | 15 december 1969  | 1 september 1970 | Arbeidspartij                |
|                                   | Nathan Peled            | Nathan Peled שִׁמְעוֹן פֶּרֶס (1913–1992)                   | Minister van Immigratie                          | 1 september 1970  | 10 maart 1974    | Mapam                        |
|                                   | Zerach Warhaftig        | Zerach Warhaftig זרח ורהפטיג (1906–2002)             | Minister van Religieuze Zaken                    | 2 november 1961   | 10 maart 1974    | Nationaal- Religieuze Partij |
|                                   | Elimelech Rimlett       | Elimelech Rimlett אלימלך רימלט (1907–1987)           | Minister van Communicatie                        | 15 december 1969  | 5 augustus 1970  | Gahal                        |
|                                   |                         |                                                      | Minister van Communicatie                        | Vacant            |                  |                              |
|                                   | Moshe Kol               | Moshe Kol משה קול (1911–1989)                        | Minister van Toerisme                            | 12 januari 1966   | 21 juni 1974     | Onafhankelijke Liberalen     |
|                                   | Menachem Begin          | Menachem Begin מְנַחֵם בֵּגִין (1913–1992)                 | Minister zonder portefeuille (Algemene Zaken)    | 6 juni 1967       | 5 augustus 1970  | Gahal                        |
|                                   | Israel Galili           | Tat Aluf Israel Galili ישראל גלילי (1911–1986)       | Minister zonder portefeuille (Informatie)        | 15 december 1969  | 21 juni 1974     | Arbeidspartij                |
|                                   | Victor Shem-Tov         | Victor Shem-Tov ויקטור שם-טוב (1915–2014)            | Minister zonder portefeuille (Gezondheid Zaken)  | 15 december 1969  | 1 september 1970 | Mapam                        |
|                                   | Arie Dulzin             | Arie Dulzin אריה דולצ'ין (1913–1989)                 | Minister zonder portefeuille (Economische Zaken) | 15 december 1969  | 5 augustus 1970  | Gahal                        |